# De passagier
De passagier is een hoorspel van Pierre Soetewey. Het hoorspel werd door de TROS uitgezonden op woensdag 19 januari 1977, van 23:00 uur tot 23:49 uur. De regisseur was Tom van Beek.

## Rolbezetting
- John Leddy (Willemsen)
- IJda Andrea (zijn vrouw)
- Sacco van der Made (passagier)
- Ine Veen (liftende vrouw)
- Willy Ruys (dokter)
- Diana Dobbelman (verpleegster)
- Jan Borkus (chef van Willemsen)
- Emmy Lopes Dias (winkelierster)
- Wiesje Bouwmeester (klant)
- Tonny Foletta (voorbijganger)
- Elisabeth Versluys (prostituee)

## Inhoud
Willemsen, een automobilist rijdt door, heeft een ongeluk zien gebeuren. Hij aarzelde op dat moment tussen helpen of doorrijden en besloot door te rijden. Later wordt hij op dringende wijze geconfronteerd met de gevolgen van dit besluit. In zijn auto rijdt namelijk een geheimzinnige passagier mee, die beter dan wie ook in staat blijkt de gevoelens van het verkeersslachtoffer over te brengen, hetgeen aan het stuk een metafysisch karakter geeft. De kwestie laat Willemsen niet los…